# Hakusanobaatar
Hakusanobaatar is een geslacht van uitgestorven zoogdieren die behoren tot de orde van de Multituberculata, familie Eobaataridae. De fossiele resten komen uit het Vroeg-Krijt van Japan. Deze herbivoren leefden tijdens het Mesozoïcum, ook wel bekend als het tijdperk van de dinosauriërs. Ze behoorden tot de meest geëvolueerde vertegenwoordigers van de informele onderorde Plagiaulacida. 

## Naamgeving
De typesoort Hakusanobaatar matsuoi werd in 2008 benoemd door Nao Kusuhashi. De geslachtnaam Hakusanobaatar verwijst naar de vindplaats bij de Japanse stad Hakusan op de aangrenzende berg waar de Tetori-groep is afgezet, een reeks sedimentaire formaties die teruggaat tot het Krijt, en combineert dit met het Mongoolse achtervoegsel baatar, 'heldheld', vaak gebruikt in de namen van van multituberculaten. De soortaanduiding matsuoi eert Dr. Hidekuni Matsuo, die veel heeft bijgedragen aan de paleontologische studies van de vindplaats Kuwajima Kaseki-kabe.
Het holotype SBEI 1736 is gevonden in een laag van de Kuwajimaformatie die dateert uit het Barremien en bestaat uit een stel kaken en losse tanden.

## Beschrijving
Eobaatariden van gemiddelde grootte bezaten een glazuur dat waarschijnlijk niet beperkt was tot het buitenoppervlak van de onderste snijtand; De p3 heeft twee wortels en de kroon is eerder ovaal dan driehoekig of rechthoekig in zijaanzicht. De p4 heeft tien inkepingen en een achterste labiale knobbel. De I2 heeft een hoofd- en een secundaire cusp; I3 is dun in zijaanzicht en bladvormig van voren gezien. Tanden van P1 tot P3 hebben drie driehoekig gerangschikte knobbels (1:2); De formule van de knobbels van P4 is 3:5, terwijl die van P5 2:6:?2 is; M1 heeft een posterolingual gerangschikte 'vleugel' en een 3:4 formule. Hakusanobaatar verschilt van andere eobaatariden (Eobaatar, Monobaatar en Sinobaatar) in de formules van de knobbels van P4 en P5. Het verschilt van Janumys voor de formule van P4 en voor de vleugel van M1.
Hoofdletters geven de boventanden aan, terwijl kleine letters de lagere aangeven: P = premolaren - M = kiezen - C = hoektanden - I = snijtanden

## Verdeling
De overblijfselen werden ontdekt in de lagen van de Kuwajima-formatie uit het Vroeg-Krijt (Barremien of Aptien) nabij de stad Hakusan in het district Shiramine van de Japanse prefectuur Ishikawa.